# Rivaldo Barbosa de Souza
Rivaldo Barbosa de Souza noto più semplicemente come Rivaldo (Salgadinho, 25 agosto 1985) è un ex calciatore brasiliano, di ruolo centrocampista.

## Caratteristiche tecniche
Mediano, può essere schierato anche come terzino sinistro.

## Carriera
Dopo aver militato nelle giovanili del Santos (2001-04) viene aggregato alla prima squadra nel 2004. Tra il 2004 e il 2006 vince un Campionato Paulista (2004) e un campionato nazionale (2006). Poi veste le maglie di Guarani, Marília e Bahia prima di esser acquistato dal Vaduz, squadra del Liechtenstein, per 300 000 euro. Gioca una ventina di incontri nei campi del campionato svizzero prima di ritornare in patria nel gennaio del 2010, dopo esser rimasto svincolato nel settembre del 2009, accasandosi all'Oeste. Tra metà maggio e fine agosto del 2009 aveva sofferto un problema alla spalla. Per un breve periodo gioca per l'Avaí per poi esser tesserato dal Palmeiras. Nel 2012 viene ceduto in prestito allo Sport Recife.

## Palmarès

### Club

#### Competizioni nazionali
- Campeonato Brasileiro Série A: 1

Santos: 2004
- Coppa del Liechtenstein: 1

Vaduz: 2008-2009

#### Competizioni statali
- Campionato paulista: 1

Santos: 2006